# Wanda Jackson
Wanda LaVonne Jackson (Maud, 20 ottobre 1937) è una cantante e chitarrista statunitense.
Viene considerata la prima cantante donna ad essersi dedicata alla musica rock and roll ed è spesso citata come "Regina del Rockabilly".

## Biografia
Originaria dell'Oklahoma, inizia da ragazza a cantare ed entra nella band del cantante di musica country Hank Thompson. Nel 1954 ottiene un contratto discografico con la Decca Records e riscuote i suoi primi consensi con il brano You Can't Have My Love, in cui duetta con Billy Gray (1954)- Durante un tour conosce Elvis Presley, con cui ha una breve relazione sentimentale. Con il passaggio alla Capitol Records, avvenuto nel 1956, il suo stile musicale si fa più vicino al rock and roll. Incide infatti Honey Bop, Fujiyama Mama (canzone che le permette di intraprendere un tour in Giappone nel 1959) e Let's Have a Party.
Negli anni '60 ritorna alla musica country con brani come Right or Wrong (1961), In the Middle of a Heartache (1961), Tears Will Be the Chaser for Your Wine (1966) e A Woman Lives for Love (1970). Nel 1962 incontra Wendell Goodman, che diventa suo marito e manager. Negli anni seguenti incide brani in diverse lingue, ovvero tedesco (grazie all'etichetta tedesca Electrola), giapponese e olandese. Nel 1969 pubblica il suo primo album dal vivo (Wanda Jackson in Person), registrato durante una performance a Phoenix (Arizona). Il suo album del 1971 I've Gotta Sing viene prodotto da Larry Butler.
Negli anni '70, grazie anche alla sua conversione al Cristianesimo, si orienta musicalmente al gospel. Il suo primo progetto gospel è Praise the Lord, album del 1972 che vede la partecipazione dei The Oak Ridge Boys. In tal ambito lascia la Capitol nel 1973 (anno in cui esce l'ultimo album per quest'etichetta, ovvero Country Keepsakes), per accasarsi alla Myrrh Records.
Nel 1984 ritorna ad incidere musica rock per rilanciare la propria carriera con l'album Rockabilly Fever. È del 1988 l'album Let's Have a Party in Prague, registrato insieme al musicista ceco Karel Zich.
Nel 1995 pubblica l'album Let's Have a Party. Si tratta di un disco contenente brani già editi ma riregistrati insieme al gruppo musicale danese The Alligators. Nel 1997 invece pubblica l'album The Queen of Rock' a 'Billy, anche questo con il gruppo The Alligators. Questi dischi vengono diffuso solo per il mercato europeo e non per quello statunitense.
Un ulteriore slancio alla sua carriera si ha nel 2003, anno in cui viene pubblicato l'album Heart Trouble (CMH Records), che include collaborazioni con Elvis Costello, The Cramps e Rosie Flores. Nel 2006 la Goldenlane Records pubblica I Remember Elvis, un disco dedicato a Elvis Presley prodotto da Danny B. Harvey (Headcat).
Nel 2009 viene inclusa nella Rock and Roll Hall of Fame.
Nel 2011 pubblica l'album The Party Ain't Over, prodotto da Jack White, cantante dei The White Stripes. L'anno seguente è la volta di Unfinished Business, album prodotto da Justin Townes Earle.
Nel 2017 pubblica l'autobiografia Every Night is Saturday Night: A Country Girl's Journey to the Rock and Roll Hall of Fame, coscritta da Scott Bomar.
Nell'agosto 2021 pubblica Encore, un album prodotto da Joan Jett e Kenny Laguna che vede la partecipazione anche di Angaleena Presley, Candi Carpenter e Elle King.

## Vita privata
Nel 1961 si è sposata con Wendell Goodman, che è stato anche suo manager. Wendell Goodman è deceduto nel 2017 all'età di 81 anni. La coppia ha avuto una figlia chiamata Gina nel 1962 ed un figlio, Greg, nel 1964.

## Discografia

### Album in studio
- Wanda Jackson (1958)
- There's a Party Goin' On (1961)
- Right or Wrong (1961)
- Wonderful Wanda (1962)
- Love Me Forever (1963)
- Two Sides of Wanda (1964)
- Blues in My Heart(1965)
- Wanda Jackson Sings Country Songs(1965)
- Wanda Jackson Salutes the Country Music Hall of Fame (1966)
- Reckless Love Affair (1967)
- You'll Always Have My Love (1967)
- Cream of the Crop (1968)
- The Many Moods of Wanda Jackson (1969)
- The Happy Side of Wanda (1969)
- Wanda Jackson Country! (1970)
- A Woman Lives for Love (1970)
- I've Gotta Sing (1971)
- Praise the Lord (1972)
- I Wouldn't Want You Any Other Way (1972)
- Country Gospel (1973)
- Country Keepsakes (1973)
- When It's Time to Fall in Love Again (1974)
- Now I Have Everything (1975)
- Make Me Like a Child Again (1976)
- Closer to Jesus (1977)
- Good Times (1980)
- Show Me the Way to Calvary (1981)
- Let's Have a Party (1982)
- My Kind of Gospel (1983)
- Rockabilly Fever (1984)
- Teach Me to Love (1984)
- Let's Have a Party in Prague (con Karel Zich) (1987)
- Classy Country (1988)
- Encore (1988)
- Don't Worry Be Happy (1989)
- Goin' on with My Jesus (1991)
- Rock & Roll-ra Hívlak! (con Dolly Roll) (1992)
- Generations (Of Gospel Music) (1993)
- Let's Have a Party (1995)
- The Queen of Rock' a 'Billy (1997)
- Heart Trouble (2003)
- I Remember Elvis (2006)
- The Party Ain't Over (2011)
- Unfinished Business (2012)
- Encore (2021)

### Raccolte
Lista parziale.

- Rockin' with Wanda (1960)
- Lovin' Country Style (1962)
- Made in Germany (1967)
- The Best of Wanda Jackson (1968)
- Please Help Me, I'm Falling (1968)
- Nobody's Darlin' (1969)
- Leave My Baby Alone (1969)
- I'll Still Love You (1976)

### Album dal vivo
- Wanda Jackson in Person (1969)
- Live in Scandinavia (1989)
- The Wanda Jackson Show: Live and Still/Kickin' (2003)
- Wanda Live! at Third Man Records (2011)

### Singoli
Lista parziale.
| Anno | Singolo                                             | U.S. Country Singles | U.S. Pop Singles | Album                                  |
| 1956 | "I Gotta Know"                                      | 15                   | -                | Greatest Hits                          |
| 1960 | "Let's Have a Party"                                | -                    | 37               | Let's Have a Party                     |
| 1961 | "In the Middle of a Heartache"                      | 6                    | 27               | Greatest Hits                          |
| 1961 | "Right or Wrong"                                    | 9                    | 29               | Greatest Hits                          |
| 1961 | "Funnel of Love"                                    |                      |                  |                                        |
| 1962 | "If I Cried Every Time You Hurt Me"                 | 28                   | 58               | Greatest Hits                          |
| 1962 | "A Little Bitty Tear"                               | -                    | 84               | Right or Wrong                         |
| 1964 | "The Violet and a Rose"                             | 36                   | -                | Country Classics                       |
| 1966 | "Because It's You"                                  | 28                   | -                | Country Classics                       |
| 1966 | "This Gun Don't Care"                               | 46                   | -                | Tears Will Be the Chaser For Your Wine |
| 1966 | "The Box It Came In"                                | 18                   | -                | Greatest Hits                          |
| 1967 | "Both Sides of the Line"                            | 21                   | -                | Greatest Hits                          |
| 1967 | "My Heart Gets All the Breaks"                      | 51                   | -                | Tears Will Be the Chaser For Your Wine |
| 1967 | "Tears Will Be the Chaser For Your Wine"            | 11                   | -                | Tears Will Be the Chaser For Your Wine |
| 1967 | "You'll Always Have My Love"                        | 64                   | -                | Tears Will Be the Chaser For Your Wine |
| 1968 | "By the Time You Get to Phoenix"                    | 46                   | -                | Tears Will Be the Chaser For Your Wine |
| 1968 | "Little Boy Soldier"                                | 46                   | -                | Tears Will Be the Chsser For Your Wine |
| 1968 | "My Baby Walked Right Out On Me"                    | 34                   | -                | Country Classics                       |
| 1968 | "A Girl Don't Have to Drink to Have Fun"            | 22                   | -                | Country Classics                       |
| 1969 | "I Wish I Was Your Friend"                          | 51                   | -                | Tears Will Be the Chaser For Your Wine |
| 1969 | "If I Had a Hammer"                                 | 41                   | -                | Tears Will Be the Chaser For Your Wine |
| 1969 | "My Big Iron Skillet"                               | 20                   | -                | Country Classics                       |
| 1970 | "Two Separate Bar Stools"                           | 35                   | -                | Country Classics                       |
| 1970 | "Who Shot John"                                     | 50                   | -                | Tears Will Be the Chaser For Your Wine |
| 1970 | "A Woman Lives For Love"                            | 17                   | -                | Greatest Hits                          |
| 1971 | "Back Then"                                         | 25                   | -                | Greatest Hits                          |
| 1971 | "Fancy Satin Pillows"                               | 13                   | -                | Greatest Hits                          |
| 1972 | "I Already Know (What I'm Getting For My Birthday)" | 35                   | -                | Country Classics                       |
| 1972 | "I'll Be Whatever You Say"                          | 57                   | -                | Tears Will Be the Chaser For Your Wine |